# Ніколаєвка (Бакалинський район)
Нікола́євка (рос. Николаевка, башк. Николаевка) — село (у минулому присілок) у складі Бакалинського району Башкортостану, Росія. Входить до складу Діяшевської сільської ради.
Населення — 15 осіб (2010; 18 у 2002).
Національний склад:
- росіяни — 61 %